# Lindera nacusua
Lindera nacusua är en lagerväxtart som först beskrevs av David Don, och fick sitt nu gällande namn av Elmer Drew Merrill. Lindera nacusua ingår i släktet Lindera och familjen lagerväxter. Utöver nominatformen finns också underarten L. n. menglungensis.